# Passerculus guttatus
El chingolo de Belding (Passerculus guttatus) es una especie de ave paseriforme de la familia Passerellidae propia del suroeste de Norteamérica.

## Subespecies
- P. g. beldingi Ridgway, 1885 – extremo sudoeste de Estados Unidos (zona costera de California desde Santa Barbara, posiblemente desde el condado de San Luis Obispo) en el noroeste de México (Baja California), incluyendo Todos Santos I, hasta Laguna de Ojo Liebre.
- P. g. guttatus Lawrence, 1867 – Baja California desde Laguna San Ignacio hasta Bahía Magdalena

## Descripción
Mide unos 12 cm de largo y pesa entre 15 y 22 g. Es un chingolo de tamaño mediano, con un pico relativamente largo. Su dorso es de color verde oliva, y el arco superciliar es amarillo.